# Сатурнин Римский
Сатурнин (лат. Saturninus) — христианский святой, мученик. Пострадал в Риме в царствование Диоклетиана и Максимиана, около 305 года. Сведения о Сатурнине содержатся в описании страданий священномученика Маркелла, папы римского. Память в Православии совершается 7 июня (по юлианскому календарю).
Сатурнин был престарелым узником римской тюрьмы и «по старости лет он не мог носить определенного ему тяжелого бремени». Помощь ему оказывали диаконы Сисиний и Кириак, рукоположённые папой Маркеллом незадолго до их ареста. Сатурнин, приведённый на суд к областеначальнику Лаодикию, исповедал себя христианином и его стали принуждать принести жертву языческим богам.

Тогда Лаодикий сказал:

— Пусть принесут сюда медные треножники, на которых возжигается курение богам.

Немедленно были принесены треножники с горячими угольями. Мучитель начал принуждать святых воскурить идолам фимиам.

Святой старец Сатурнин сказал мучителю:

— Да обратит Господь в прах идолов языческих.

И тотчас медные треножники, растопившись, растеклись как вода.

После этого святого подвергли бичеванию, жгли его тело огнём, а затем он был усечён мечом.